# Jan Hörl
Jan Hörl (Schwarzach im Pongau, 16 ottobre 1998) è un saltatore con gli sci austriaco, campione olimpico nella gara a squadre a Pechino 2022.

## Biografia
In Coppa del Mondo ha esordito il 4 gennaio 2019 a Innsbruck (29°) e ha ottenuto il primo podio il 19 gennaio successivo a Zakopane (2º nella gara a squadre). Ai Mondiali di Seefeld in Tirol 2019, suo esordio iridato, è stato 44º nel trampolino normale. Nella stagione seguente ha conquistato la prima vittoria nel massimo circuito nella gara a squadre del 23 novembre 2019 a Wisła; ai Mondiali di Oberstdorf 2021 ha vinto la medaglia d'argento nella gara a squadre dal trampolino lungo e si è classificato 10º nel trampolino lungo. Ai XXIV Giochi olimpici invernali di Pechino 2022, suo esordio olimpico, ha vinto la medaglia d'oro nella gara a squadre e si è piazzato 19º nel trampolino normale e 9º nel trampolino lungo; ai Mondiali di Planica 2023 ha vinto la medaglia di bronzo nella gara a squadre è stato 8º nel trampolino normale, 14º nel trampolino lungo e 4º nella gara a squadre mista. L'anno dopo ai Mondiali di volo di Tauplitz 2024 ha vinto la medaglia d'argento nella gara a squadre e si è classificato 16º in quella individuale. Ai Mondiali di Trondheim 2025 ha vinto la medaglia d'argento nel trampolino lungo e nella la gara a squadre e quella di bronzo nel trampolino normale e nella gara a squadre mista.

## Palmarès

### Olimpiadi
- 1 medaglia:
  - 1 oro (gara a squadre a Pechino 2022)

### Mondiali
- 6 medaglie:
  - 3 argenti (gara a squadre dal trampolino lungo a Oberstdorf 2021; trampolino lungo, gara a squadre a Trondheim 2025)
  - 3 bronzi (gara a squadre a Planica 2023; trampolino normale, gara a squadre mista a Trondheim 2025)

### Mondiali di volo
- 1 medaglia:
  - 1 argento (gara a squadre a Tauplitz 2024)

### Mondiali juniores
- 2 medaglie:
  - 1 argento (gara a squadre a Kandersteg/Goms 2018)
  - 1 bronzo (gara a squadre mista a Kandersteg/Goms 2018)

### Coppa del Mondo
- Miglior piazzamento in classifica generale: 4º nel 2024
- 43 podi (25 individuali, 18 a squadre):
  - 15 vittorie (5 individuali, 10 a squadre)
  - 18 secondi posti (12 individuali, 6 a squadre)
  - 10 terzi posti (8 individuali, 2 a squadre)

#### Coppa del Mondo - vittorie
| Data             | Località      | Nazione   | Trampolino                                                                       |
| ---------------- | ------------- | --------- | -------------------------------------------------------------------------------- |
| 23 novembre 2019 | Wisła         | Polonia   | Malinka HS134 (con Philipp Aschenwald, Daniel Huber e Stefan Kraft)              |
| 16 gennaio 2021  | Zakopane      | Polonia   | Wielka Krokiew HS140 (con Michael Hayböck, Philipp Aschenwald e Daniel Huber)    |
| 4 dicembre 2021  | Wisła         | Polonia   | Malinka HS134 (con Manuel Fettner, Daniel Huber e Stefan Kraft)                  |
| 5 dicembre 2021  | Wisła         | Polonia   | Malinka HS134                                                                    |
| 9 gennaio 2022   | Bischofshofen | Austria   | Paul Ausserleitner HS142 (con Manuel Fettner, Philipp Aschenwald e Daniel Huber) |
| 26 febbraio 2022 | Lahti         | Finlandia | Salpausselkä HS130 (con Clemens Aigner, Ulrich Wohlgenannt e Stefan Kraft)       |
| 25 marzo 2023    | Lahti         | Finlandia | Salpausselkä HS130 (con Daniel Tschofenig, Michael Hayböck e Stefan Kraft)       |
| 1º aprile 2023   | Planica       | Slovenia  | Letalnica HS240 (con Daniel Tschofenig, Michael Hayböck e Stefan Kraft)          |
| 3 gennaio 2023   | Innsbruck     | Austria   | Bergisel HS128                                                                   |
| 20 gennaio 2024  | Zakopane      | Polonia   | Wielka Krokiew HS140 (con Michael Hayböck, Manuel Fettner e Stefan Kraft)        |
| 3 marzo 2024     | Lahti         | Finlandia | Salpausselkä HS130                                                               |
| 24 novembre 2024 | Lillehammer   | Norvegia  | Lysgårdsbakken HS140                                                             |
| 21 dicembre 2024 | Engelberg     | Svizzera  | Gross-Titlis-Schanze HS140                                                       |
| 18 gennaio 2025  | Zakopane      | Polonia   | Wielka Krokiew HS140 (con Maximilian Ortner, Stefan Kraft e Daniel Tschofenig)   |
| 29 marzo 2025    | Planica       | Slovenia  | Letalnica HS240 (con Daniel Tschofenig, Manuel Fettner e Stefan Kraft)           |

#### Torneo dei quattro trampolini
- 4 podi di tappa[2]:
  - 1 vittoria
  - 3 secondi posti